# Archidiocèse d'Anqing
L'archidiocèse d'Anqing (en latin : Archidioecesis Nganchimensis) est un archidiocèse de la province de l'Anhui, en République populaire de Chine.
Depuis 2001, les autorités chinoises l'ont fusionné avec le diocèse de Bengbu (en) et le diocèse de Wuhu. Ce découpage n'est pas reconnu par le Saint-Siège.

## Histoire

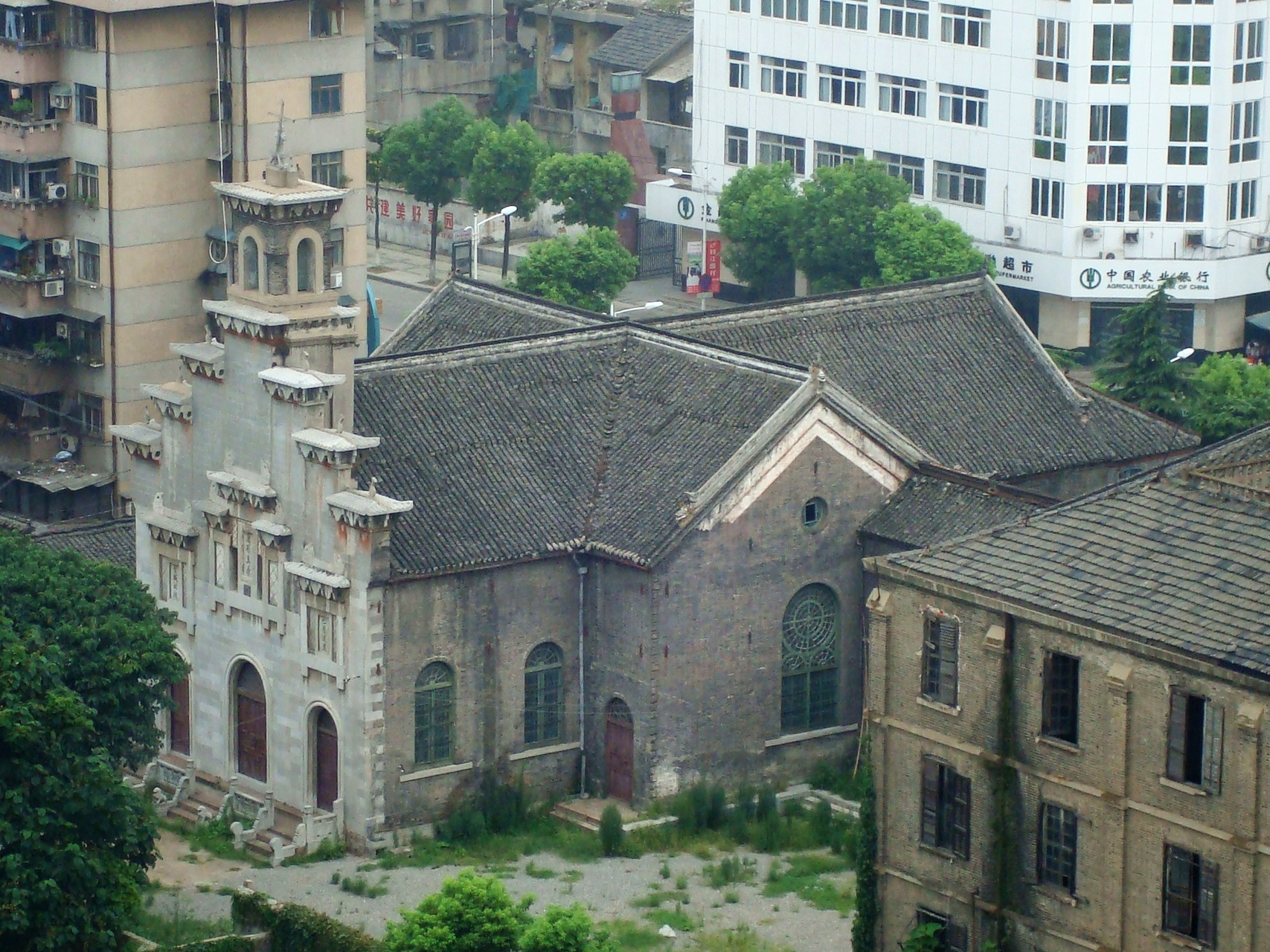
La cathédrale du Sacré-Cœur-de-Jésus d'Anqing en 2008.

Le diocèse d'Anqing est créé le  21 février 1929. Auparavant, il faisait partie du diocèse de Wuhu. Il sera pris en charge principalement par les jésuites espagnols.
Le 11 avril 1946 le diocèse devient archidiocèse par la bulle Quotidie Nos de Pie XII. Il y a alors environ 30 000 baptisés (0,4% de la population).
En 1949, il y a encore 59 missionnaires : 51 Espagnols, 3 Allemands, 2 Colombiens, 2 Mexicains, 1 Italien. Le recensement de 1950 trouve 28 268 baptisés.
En 1957, le culte catholique est interdit.
En 1983, la cathédrale du Sacré-Cœur de Jésus d'Anqing est rénovée en vue de la reprise du culte. En 1989, on compte officiellement moins de 100 catholiques.
En 2000, on en compte plus de 500, dont 80 pratiquants réguliers se rendant chaque dimanche à la cathédrale.

## Liste des évêques
- Federico Melendro Gutiérrez, S.J. † (évêque du 14 février 1930 jusqu'à sa mort le 25 octobre 1978).
- Joseph Zhu Huayu (de 2001 jusqu'à sa mort le 26 février 2005).